# InterContinental Varšava
Hotel InterContinental je neomodernistický mrakodrap ve Varšavě, sloužící jako hotel. Jedná se o nejvyšší hotel v Polsku, třetí nejvyšší v Evropě a jeden z nejvyšších 5-hvězdičkových hotelů na světě. Má 328 pokojů a 11 konferenčních místností. Na 43. a 44. poschodí se nachází plavecký bazén, který je nejvýše položený interiérový bazén v Evropě. Náklady na postavení budovy byly 100 milionů eur.
Nachází se na adrese ul. Emilii Plater 49 v obvode Śródmieście. Jeho výstavba začala v roce 1997 a ukončená byla v roce 2003. Má 45 poschodí, jeho výška je po střechu 154 metrů a po vrchol 164 m.